# East Dubuque (Illinois)
East Dubuque je grad u američkoj saveznoj državi Ilinois. Prema popisu stanovništva iz 2010. u njemu je živjelo 1.704 stanovnika.